# Heodes rhenana
Heodes rhenana är en fjärilsart som beskrevs av Heydemann 1953. Heodes rhenana ingår i släktet Heodes och familjen juvelvingar. Inga underarter finns listade i Catalogue of Life.